# Citrinos do Algarve
Agrumes d'Algarve, en portugais Citrinos do Algarve est une IGP qui couvre de nombreux Citrus cultivés dans la plus grande partie de l'Algarve: Albufeira, Castro Marim, Farim, Faro, Lagoa, Lagos, Monchique, Olhão, Portimão, S. Brás de Alportel, Silves, Vila Real de Santo António, Loulé (sauf Ameixial) et Tavira (sauf Cachopo).

## IGP
L' IGP a été publiée au JOUE le 21 juin 1996 soit la plus ancienne IGP du pays. Elle couvre la quasi-totalité de l'Algarve littorale, la superficie plantée représente Il y a 16 000 ha et 350 000 t de fruit (2022) soit 70 % des agrumes portugais. La zone géographique couverte par l'IGP bénéficie d'un fort ensoleillement.
Uniprofrutal - União dos Produtores Horto-fruticolas do Algarve gère la production. Algarorange fait la promotion des oranges IGP. 

### Promotion
De nombreuses animations existent autour des agrumes d'Algarve. Une Route de l'orange permet de visiter les principaux sites ou de faire une randonnée. La ville de Silves organise une Foire des oranges en février (Mostra Silves Capital da Laranja).
Le cahier des charges caractérise les fruits par une forte teneur en sucre.

## Une vaste variété de fruits
Le cahier des charges est maximaliste, il inclut les plus courants des agrumes méditerranéens de grande culture :
- les oranges (qui représentent l'essentiel de la production) dont la plus réputée est Newhall[10] et les courantes Navelina et Valencia Late. C'est sur l'orange que se concentre l'effort de commercialisation[6],
- les mandarines, clémentines[11] et hybrides assimilés:  Okitsu, Fortune, Encore, Ortanique, Clementine Nules, Arrufantina, Hermandina, Fremont, Setubalens, Tangera, Tangerine Nova,
- les grapefruits (C. paradisi) Star Ruby (Pamplemousse de Corse en France),
- les citrons Eureka, Lisboa, Lunário,
- les limettes (C. limetta) et les limes douces (Citrus limettioides) autorisées par l'IGP ne sont pas cultivés.

### Une production affectée par l'évolution du climat
Le réchauffement favorise la multiplication du pire ennemi des fruits sucrés, la mouche méditerranéenne du fruit (Ceratitis capitata) y compris en hiver. La sécheresse affecte la production, les fruits sont plus petits et les couts de production croissent. Les producteurs notent également une baisse de la demande de fruits frais qui entraine un baisse des prix (2022). 
L'IGP ne parvenant pas à maintenir la rentabilité, les producteurs ont (comme dans le cas des citrons italiens) créé une marque avec un niveau de qualité élevé et misent sur la labellisation bio. Ils intensifient la recherche et l'innovation.